# مدرة صومالية
مدرة صومالية (الاسم العلمي:Galega somalensis) هي نوع نباتي يتبع جنس المدرة من فصيلة البقولية.